# 山景（北）站
山景（北）站（英語：Shan King (North) Stop）是香港輕鐵的鐵路車站，代號180，位於屯門山景邨北部，屬於單程車票第2收費區，只有1個月台；現時只有1條輕鐵路綫（505綫 往兆康方向）途經此站。

## 車站結構

### 車站樓層
| －   | 社康大樓          | 山景邨社康大樓                                                                  |   |  |
| 地面 | 出口              | 山景邨、山景邨社康大樓、恩平工商會李琳明中學                                    |   |  |
| 地面 | 月台              | \| 側式 · 開左邊车门 \| \| \| \| \| \| \| \| 輕鐵505綫往兆康（石排） \| 1 \| \| |   |  |
| 地面 | 側式 · 開左邊车门 |                                                                                 |   |  |
|      |                   | 輕鐵505綫往兆康（石排）                                                         | 1 |  |

### 車站月台
本站處於山景邨的北半部，與山景（南）站、友愛站一樣，是少數只有單向月台的車站；也是少數融入周邊建築的輕鐵車站之一，該站建於「山景社康大樓」底層，和行人道、車道完全分隔。

### 車站周邊
- 山景邨北部
- 山景邨第二停車場
- 道教青松小學
- 恩平工商會李琳明中學
- 翠鳴臺
- 鄰舍輔導會屯門區綜合康齡服務中心

## 歷史
1987年12月10日，九廣鐵路公司在山景北站舉行首部輕鐵車輛試車典禮。由當時公司主席霍士傑 (Mr. Forsgate)在典禮上為首部輕鐵車輛主持命名儀式；該部輕鐵列車（編號1004）因此獲名為「輕鐵先鋒（LRT PIONEER）」。

## 外部連結
- 港鐵公司 - 輕鐵街道圖 （页面存档备份，存于）
- 港鐵公司 - 輕鐵及巴士服務 - 輕鐵行車時間表 （页面存档备份，存于）